# Rhomphaea barycephala
Rhomphaea barycephala là một loài nhện trong họ Theridiidae.
Loài này thuộc chi Rhomphaea. Rhomphaea barycephala được Michael J. Roberts miêu tả năm 1983.